# 和田卓人
和田卓人（わだ たくと、1977年7月16日 - ）は日本のソフトウェア開発者。
タワーズ・クエスト株式会社取締役社長、Seasar プロジェクトコミッター。テスト駆動開発を雑誌連載記事、動画講座、カンファレンスでの講演や講義などを通して国内に紹介した。また、テスト駆動開発に関連する用語として、デベロッパーテスティングという概念を国内に紹介している。